# По, Полин
Полин По (фр. Pauline Pô; 29 августа 1904, Аяччо, Корсика — 1979, Канны) — французская актриса
, вторая в истории победительница национального конкурса красоты Мисс Франция 1921.

## Биография
Дочь корсиканца-пекаря. В возрасте 16-ти лет впервые участвовала в киноконкурсе, организованном ежедневной газетой Le Journal. В 1920 году стала Мисс Корсика
В 1921 году была признана самой красивой женщиной Франции, так тогда назывался национальный конкурс красоты Мисс Франция.
После этого три года жила в Париже, затем вернулась на Корсику, где вышла замуж.
Снималась в кино.

## Фильмография
- 1921 : L'Éternel Amour
- 1921 : Favilla
- 1922 : Prix de beauté
- 1923 : Corsica
- 1923 : Kean ou Désordre et génie,
- 1924 : La Fontaine des amours